# Cololeskia pallida
Cololeskia pallida là một loài ruồi trong họ Tachinidae.